# 澳大利亞紅杜父魚
澳大利亞紅杜父魚，為輻鰭魚綱鮋形目杜父魚亞目隱棘杜父魚科的其中一種，為深海魚類，分布於東印度洋澳洲南部海域，棲息深度548-1170公尺，體長可達41.2公分，棲息在底層水域，生活習性不明。

## 扩展阅读
維基物種上的相關：澳大利亞紅杜父魚